# جون سولومون (مجدف)
جون سولومون (بالإنجليزية: John Solomon)‏ هو مجدف نيوزيلندي، ولد في 12 نوفمبر 1903 في ميناء تشالمرز في نيوزيلندا، وتوفي في 23 فبراير 1981.

## وصلات خارجية
- جون سولومون على موقع الاتحاد الدولي للتجديف (الإنجليزية)
- جون سولومون على موقع اللجنة الأولمبية الدولية (الإنجليزية)
- جون سولومون على موقع أوليمبيديا (الإنجليزية)
- جون سولومون على موقع اللجنة الأولمبية النيوزيلندية (الإنجليزية)